# Норман Озборн
Но́рман Вёрджил О́зборн (англ. Norman Virgil Osborn) — суперзлодей, появляющийся в американских комиксах издательства Marvel Comics. Персонаж был создан сценаристом Стэном Ли и художником Стивом Дитко и дебютировал в The Amazing Spider-Man #14 (июль 1964) в качестве первого и наиболее известного воплощения Зелёного гоблина.
Будучи аморальным промышленником и главой корпорации «Озкорп», Озборн подверг себя воздействию формулы ОЗ, которая усилила его физические характеристики и интеллект, однако вместе с тем довела до полного безумия. Норман Озборн широко известен как заклятый враг супергероя Человека-паука, будучи ответственным за многочисленные трагические моменты в жизни Питера Паркера (такие как убийство его девушки Гвен Стейси и создание его клонов). Кроме того, он является отцом лучшего друга Питера Паркера, Гарри Озборна. Помимо этого, Озборн вступил в конфликт со многими супергероями вселенной Marvel и был центральным персонажем сюжета Dark Reign, где он использовал личность Железного патриота.
Под воздействием формулы ОЗ Норман стал носить костюм Зелёного гоблина, хэллоуиновского злодея. У него появился транспорт под названием глайдер, который имел форму летучей мыши. В качестве арсенала он начал использовать взрывные гранаты в форме тыкв, которые и назвал «тыквенные бомбы». С этого момента он стал преступником, терроризирующим Нью-Йорк. Несмотря на то, что Норман Озборн вступал в союзы с такими суперзлодеями как Доктор Осьминог и Мистерио, а также состоял в командах Зловещая шестёрка и Тёмные Мстители, эти отношения часто рушились из-за его стремлений к необузданному хаосу. Хотя его главной одержимостью является Человек-паук, Норман Озборн противостоял и другим супергероям, таким как Джессика Джонс, Железный человек и Каратель.
Впоследствии Норман Озборн как Зелёный гоблин появлялся в различного рода товарах (одежда, игрушки, коллекционные карточки и видеоигры), а в 2002 году персонаж выступил главным антагонистом в фильме «Человек-паук» и появился в последующих фильмах трилогии Сэма Рэйми в качестве галлюцинации, в исполнении Уиллема Дефо. В 2014 году в фильме «Новый Человек-паук. Высокое напряжение» роль промышленного магната исполнил Крис Купер Дефо вернулся к роли персонажа в фильме «Человек-паук: Нет пути домой» в рамках Кинематографической вселенной Marvel.

## История публикаций

The Amazing Spider-Man #14 (июль 1964) — первое появление Зелёного гоблина. Художник — Стив Дитко.

По словам Стива Дитко: «По задумке Стэна, Зелёный гоблин был обнаружен съёмочной группой, в предмете, напоминающем египетский саркофаг. Внутри находился древний мифологический демон, Зелёный гоблин, который буквально вернулся к жизни. Я сделал из мифологического демона Стэна злодея-человека».
Зелёный гоблин дебютировал в The Amazing Spider-Man #14 (июль 1964). На тот момент тайна его личности не была выявлена, а персонаж обрёл популярность, что привело к его появлению в следующих выпусках. Судя по всему Ли и Дитко имели общее мнение на счёт человека, который скрывался за маской Зелёного гоблина. Ли всегда хотел, чтобы Зелёный гоблин оказался знакомым Питера Паркера, в то время как Дитко считал, что это должен быть совершенно чужой и незнакомый для него человек, что, на его взгляд, было бы куда реалистичнее. У Дитко даже была задумка связать человека за маской Зелёного гоблина с жизнью Джоны Джеймсона. Ли не смог вспомнить, кому принадлежала идея поместить под маску Зелёного гоблина Нормана Озборна, однако Дитко утверждал, что это была его идея, которая должна была быть воплощена ещё в конце самой первой истории с участием суперзлодея.
Дитко покинул серию в выпуске #38, прежде чем он смог выявить личность Зелёного гоблина. Ли же разоблачил его в следующим выпуске как Нормана Озборна, персонажа, введённого пару выпусков назад, который является отцом лучшего друга Питера Паркера Гарри Озборна. Заняв место Дитко в качестве основного художника серии, Джон Ромита-старший вспоминал:

 «Стэн бы не смог свыкнуться с тем, если бы в истории Дитко под маской Зелёного гоблина скрывался кто-то кроме Нормана Озборна. У меня не было никаких сомнений в том, что Зелёным гоблином является именно Норман Озборн. Я не знал, что Дитко включил Нормана Озборна в историю как подставное лицо. Я смирился с мыслью, что это должен был быть Норман Озборн, ещё на стадии планирования сюжета. Когда я просматривал последние выпуски у меня не возникло никаких сомнений в очевидности этого открытия. Оглядываясь назад, я сомневаюсь, что личность Зелёного гоблина была бы раскрыта в Amazing #39, если бы Дитко остался в серии».Оригинальный текст (англ.)«Stan wouldn't have been able to stand it if Ditko did the story and didn't reveal that the Green Goblin was Norman Osborn. I didn't know there was any doubt about Osborn being the Goblin. I didn't know that Ditko had just been setting Osborn up as a straw dog. I just accepted the fact that it was going to be Norman Osborn when we plotted it. I had been following the last couple of issues and didn't think there was really much mystery about it. Looking back, I doubt the Goblin's identity would have been revealed in Amazing #39 if Ditko had stayed on.»

Ключевую роль Зелёный гоблин сыграл в сюжетной арке The Night Gwen Stacy Died, которая разворачивалась в выпусках комикса The Amazing Spider-Man #121-122, где он убил Гвен Стейси, девушку своего злейшего врага Человека-паука. Сценарист истории Джерри Конвей передал мантию Зелёного гоблина сыну Нормана Озборна, — Гарри Озборна, отметив, что не собирался «избавляться от Зелёного гоблина как концепции». Сценарист Роджер Стерн позднее представил Хобгоблина как полноценную замену Зелёного гоблина и заклятого врага Человека-паука.

### Возвращение
Во время Clone Saga было выявлено, что Норман Озборн выжил после The Amazing Spider-Man #122 и с тех пор играл важную роль в жизни Человека-паука, скрываясь в тени. С выходом Clone Saga авторы столкнулись с недовольством читателей, которые были возмущены идеей заменить Питера Паркера на его клона Алого паука, Бена Рейли как истинного Человека-паука. В конце концов авторы решили показать, как один из вечных врагов Человека-паука манипулировал происходящим из-за кулис. Первоначально этим злодеем должен был стать Мефисто, но создателям хотелось более приземлённого персонажа. Именно тогда поступило предложение сделать им полукиборга, известного как «Гонта», воскресившего Гарри Озборна, который погиб в The Spectacular Spider-Man #200 (май 1993). По задумке, Гарри Озборн должен был вернуться в общество, а Питер Паркер думал бы, что это клон Гарри Озборна, который вновь захотел стать Зелёным гоблином. Тем не менее было решено отказаться от задумки, сюжетная линия была отклонена главным редактором Бобом Харрасом. Вместо этого главным злодеем было решено выбрать Нормана Озборна. После «Clone Saga» Зелёный гоблин вновь зарекомендовал себя как суперзлодей и заклятый враг Человека-паука, впоследствии выступая в качестве главного антагониста нескольких арок.
Норман Озборн вернулся в Peter Parker: Spider-Man #75 и был взорван в конце этого же выпуска. Он вернулся в Spectacular Spider-Man #250, но уже в качестве простого человека, где использовал СМИ, чтобы оклеветать Человека-паука и призвать общественность к тому, что Человек-паук — монстр. Тем не менее он до сих пор использовал костюм Зелёного гоблина в сражениях.

### Новые роли
После сюжета Civil War Уоррен Эллис начал писать Thunderbolts и спустя несколько выпусков Норман Озборн стал директором команды. Он был одним из тех нескольких персонажей, кого Эллис отбирал для этой роли. Его нестабильность и конфронтация очень понравились автору комиксов и выбор пал именно на него. Тем не менее Эллис не был хорошо знаком с самим персонажем: «Всё что я помню о персонаже Нормане Озборне было в тех выпусках о Человеке-пауке, которые покупали мне родители, когда я был ещё совсем молод, и для меня Норман Озборн был парнем со странным рифлёным ёжиком, вечно потевшим, с выпирающими из головы глазами. Этот парень напоминал Дональда Рамсфелда, как общественного политического деятеля… Джо Кесада рассказал мне об этом за написанием, когда я долго смеялся». Лазер подтвердил, что новая команда была под контролем комиссии по сверх-человеческой деятельности, которая давала ему возможность делать то, чего он хочет: «Он свободный человек с большой силой… И не секрет чего он хочет. Он хочет получить Человека-паука.»
Сюжетная арка Secret Invasion заканчивается на том, что Норман Озборн отличился во время вторжения скруллов, где он убил их королеву Веранке. Это позволило персонажу вернуть себе влиятельное положение, что впоследствии привело к сюжетной арке Dark Reign. Между тем Энди Диггл продолжил писать Thunderbolts. Нормана Озборна Диггл описал как «яростного, безумного, но в то же время прирождённого лидера».
Норман Озборн был главным действующим лицом в арке Dark Avengers с #1 (март 2009) по #16 (июнь 2010), где он собрал собственную команду, состоящую в основном из профессиональных преступников, а сам взял себе личность, совмещающую в себе идентичность Железного человека и Капитана Америки — Железного патриота. Норман Озборн был главным антагонистом ограниченной серии Siege, где вместе со своими приспешниками напал на Асгард. В итоге он был остановлен, смещён с должность и брошен в тюрьму, а личность Зелёного гоблина вновь дала о себе знать. Персонаж был классифицирован как враг Мстителей и сделал три незначительных появления в комиксах The Amazing Spider-Man. Первое состоялось в «Brand New Ways To Die», охватывающее The Amazing Spider-Man #570-573, где помимо Норман Озборна конкуренцию Человеку-пауку составляли Громовержцы и Скорпион. Во второй раз Норман Озборн появился в The Amazing Spider-Man #580, где было выявлено, что изменение реальности Человека-паука Мефисто отразилось и на Нормане Озборне. В The Amazing Spider-Man #595-599 Норман Озборн пытается убедить своего сына стать супергероем, чтобы он смог убить его и воспользоваться его смертью. Также выяснилось, что он спал с суперзлодейкой Угрозой (бывшая девушка Гарри), полагая, что она родит ему злого ребёнка.
Норман Озборн появился в ограниченной серии, состоящей из пяти выпусков, написанной Келли Сью ДеКонник и проиллюстрированной Эммой Риос. Серия также нашла своё отражение на страницах New Avengers #17-24 и Avengers #18-24, где Норман Озборн формирует новых Тёмных Мстителей и превращается в Супер-Адаптоида.

## Биография

### Прежняя жизнь
Норман Озборн родился в Нью-Хейвене, штат Коннектикут. Он был сыном промышленника Амберсона Озборна. После потери контроля над своей компанией Амберсон спился и начал принижать остальных членов своей семьи. Норман Озборн начал презирать отца и поклялся самому себе добиться большего в жизни чем он.
В колледже он изучал химию и электротехнику. Там же он встретил свою первую любовь по имени Эмили. Они поженились и она родила ему сына Гарри. Норман Озборн основал компанию «Озкорп» вместе со своим бывшем учителем Менделем Штромом. Сам Норман Озборн стал президентом компании. Его жена тяжело заболела и умерла, едва Гарри исполнился один год. Утешение от этой трагедии Норман Озборн нашёл в работе. Постоянная занятость не давала ему проводить времени с сыном и со временем Норман Озборн начал открыто пренебрегать им. Чтобы получить больший контроль над «Озкорпом», Норман Озборн обвинил своего компаньона в краже и тот был арестован. Когда Норман Озбон разбирался в имуществе Штрома, он наткнулся на формулу, которая увеличивает физические данные человека. В попытках создать сыворотку Норман Озборн допустил просчёт и в лаборатории произошёл сильный взрыв зелёного вещества, которое попало на лицо Нормана Озборна. Авария значительно увеличила физические данные Нормана Озборна и его интеллект, однако она также вызвала безумие.

### Зелёный гоблин

The Amazing Spider-Man #39 (Август 1966). Художник — Джон Ромита старший.

Норман Озборн берёт себе личность Зелёного гоблина с целью стать боссом преступного мира Нью-Йорка. Он намерен укрепить свой преступный авторитет в глазах преступности путём убийства Человека-Паука. Против героя он выступает лично или же через наёмников, таких как Палач. Он множество раз подвергает жизнь Человека-Паука смертельной опасности, однако ему не удаётся достичь намеченной преступной цели. Тем временем Менедель Штром возвращается из тюрьмы и создаёт армию роботов в попытке жестоко отомстить Норману за клевету, но Человек-Паук спасает Нормана Озборна и Штром, по-видимому, умирает от сердечного приступа. В сюжетной линии How Green Was My Goblin!, будучи преисполненным решимости узнать тайну личности Человека-Паука, Норман Озборн разрабатывает химический особый газ, который блокирует паучье чутьё героя. Затем он следит за Человеком-Пауком и с большим удивлением узнаёт, что под маской супергероя скрывается Питер Паркер, однокурсник его сына Гарри Озборна. Зелёный гоблин нападает на Питера Паркера во дворе его дома. Он захватывает супергероя в плен и доставляет в своё убежище, где открывает секрет своего происхождения. Питеру Паркеру удаётся вырваться из ловушки Зелёного гоблина и между ними завязывается сражение. В результате схватки, на месте боя происходит мощный взрыв. Паркер вытаскивает Нормана Озборна из-под обломков дома и доставляет домой. Когда Норман Озборн приходит в себя, он на время забывает о Зелёном гоблине и о тайне Питера.
Вскоре память Нормана полностью возвращается к нему и он вновь надевает мантию Зелёного гоблина. Он похищает друзей Питера Паркера и угрожает его пожилой тёте расправой, однако во время битвы с Человеком Пауком он подвергает воздействию одну из своих самодельных бомб, в результате чего вновь на время теряет воспоминания. Некоторое время спустя Норман Озборн обнаруживает убежище Зелёного гоблина и снова вспоминает о своей идентичности. Тем не менее, увидев, что его сына уносят в больницу от передозировки наркотиков, он в очередной раз теряет память.
Позже он вновь становится Зелёным гоблином и похищает девушку Питера Паркера, Гвен Стейси. Во время битвы на мосту Джорджа Вашингтона девушка падает с моста. Человек-Паук пытается поймать её паутиной, но из-за резкой остановки девушка погибает. Одержимый местью за свою девушку Человек-Паук проникает в убежище Зелёного гоблина, но не убивает его. Норман Озборн делает это сам, случайно пронзив себя насквозь собственным глайдером.

### Воскрешение
Когда Нормана Озборна доставляют в морг, формула Гоблина снова даёт о себе знать. Благодаря исцеляющему фактору Озборн возвращается к жизни. Теперь уже не страдающий приступами амнезии Норман Озборн сбегает из морга и отправляется в Европу. В то время как Норман Озборн находится за границей, для общественности он официально считается мёртвым. Там он строит козни Человеку-Пауку, например заменяет Тётю Мэй на генетически изменённую актрису и подстраивает смерть своего сына Гарри Озборна. Наиболее эффективно он использует своё состояние когда нанимает группу шпионов, преступников и учёных, чтобы воплотить в жизнь план, который полностью разрушит жизнь Человека-Паука. Он использует таких суперзлодеев как Шакал, чтобы отомстить Питеру Паркеру. Именно эту группа людей и участвует в разработке клонов Питера Паркера, в том числе Бена Рейли, который утверждал, что он настоящий Питер Паркер, а сам Питер Паркер — клон. Норман Озборн был разочарован, узнав, что даже после этого боевой дух Питера Паркера не был сломлен. Во время Хэллоуина Норман Озборн публично заявляет о том, что он жив. Во время решающего сражения Норман Озборн пытается убить своего заклятого врага, пронзая насквозь его своим глайдером, однако Бен Рейли жертвует собой, чтобы спасти Питера Паркера. В одно время Норман Озборн пытался или не пытался убить новорождённую дочь Питера Паркера.
Вернувшийся Норман Озборн постепенно восстанавливает контроль над своим бизнесом, а также выкупает «Дейли Бьюгл». Джей Джона Джеймсон окончательно теряет контроль над газетой. Также Норман Озборн принуждает Бена Уриха опровергнуть его статью о том, что он Зелёный гоблин. Он продолжает психически мучить Питера Паркера, напоминая ему о всей боли, которую он ему причинил. Норман Озборн решает на время отойти от своего жестокого альтер эго, чтобы общественность не заподозрила, что он Зелёный гоблин. Некоторое время спустя появляется Новый Зелёный гоблин, который похищает внука Нормана Озборна и пересекается с Человеком-Пауком. Он также сталкивается с Родериком Кингсли, первым Хобгоблином. Некоторое время спустя Норман Озборн решает вернуться к роли Зелёного гоблина, надеясь, что это даст ему большие силы и власти, однако его охватывает безумие. В это же время Питер Паркер узнаёт, что его тётя Мэй жива, а в тот раз погибла актриса Нормана Озборна. Между ними вновь завязывается сражение, но Питер Паркер вновь побеждает его. Несколько месяцев спустя после битвы, Норман Озборн частично восстанавливает здравомыслие при помощи анти-психических препаратов. Он находит Питера Паркера и говорит. что всегда мечтал о таком сыне как и он. Норман Озборн просит его стать его наследником в роли Нового Зелёного гоблина, но Питер наотрез от этого отказывается. Позднее Норман Озборн решает в очередной раз разрушить жизнь Питера Паркера. Его телохранители спаивают Флэша Томпсона, сажают за руль грузовика и направляют в школу, где работает Питер Паркер. Флэш едва не погибает. Однако на этом Зелёный гоблин не собирается останавливаться. Он намекает, что убьёт его тётю и девушку. Они сталкиваются на заброшенном складе. Оба истощаются после продолжительного поединка и решают заключить перемирие.
Идентичность Нормана Озборна как Зелёного гоблина раскрывается общественностью через «Дейли Бьюгл», когда Норман Озборн убивает одного из репортёров. После боя с Человеком-Пауком и Люком Кейджем Норман Озборн был схвачен и отправлен в тюрьму. Он разрабатывает хитрый план побега из тюрьмы, похищая тётю Мэй, в результате которого Человек-Паук освобождает его из тюрьмы. Норман Озборн сбегает в Париж, но там его ловят агенты Щ.И.Т.а.
Несколько лет спустя после смерти Гвен Стейси, в сюжетной дуге «Грехи прошлого» выяснилось, что Норман Озборн провёл ночь с Гвен Стейси, которая была поражена его харизмой. Это привело к рождению близнецов, Габриэля и Сары. Из-за того, что Гвен Стейси не хотела подпускать Нормана Озборна к детям, тот решил убить её, что с трудом и сделал. Из-за особенности ДНК Нормана Озборна дети очень быстро росли. Он самостоятельно воспитывал близнецов после смерти Гвен Стейси и с ранних лет внушал им, что Питер Паркер их отец, и что это он виновен в гибели их матери. Они нападают на Питера Паркера, но тот узнаёт правду от Мэри Джейн и рассказывает её близнецам. Сара Стейси верит ему и твёрдо встаёт на его сторону, однако Габриэль Стейси всё ещё считает, что это враньё. Он принимает личность Серого гоблина и пытается убить Питера Паркера в момент переливания крови Саре Стейси, но та останавливает его. У Габриэля Стейси появляется амнезия.

### Взлёт и падение

Dark Avengers #1 (Январь 2009) — Норман Озборн как Железный Патриот и его Тёмные Мстители. Художник — Майк Деодато.

Во время заключения Норман Озборн всеми силами пытается избавиться от личности Зелёного гоблина, отчего и принимает различные лечебные препараты. Во время событий «Гражданской войны» и введения Акта регистрации сверх-людей, Норман Озборн был помилован и назначен директором Громовержцев, команды ответственной за задержку любого, кто воспротивится акту. Своей первой целью Норман Озборн выбирает захват Человека-паука, тайну личности которого он забыл после событий «Spider-Man: One More Day». Несмотря на все усилия, приложенные Норманом Озборном, Человек-Паук успешно избегает пленения. Во время вторжения космических пришельцев скруллов Норман Озборн убивает их королеву Веранке. Тем самым бывший преступник завоёвывает всеобщее признание. Правительство назначает его новым директором Щ. И.Т.а, который Норман реформирует в организацию М. О.Л. О.Т.. Используя своё положение он собирается собственную команду, члены которой позиционируются как Мстители. Она состоит из: Мунстоун (как Мисс Марвел), Меченого (как Соколиный глаз), Нох-Варра (использует личность Капитана Марвела), Венома (представлен как Человек-Паук), Дакена (взявшего личность Росомахи), Ареса и Часового. Сам Норман Озборн похищает броню Тони Старка и нарекает себя Железным Патриотом, совмещающего в себе образы Капитана Америки и Железного человека. Помимо этого Норман Озборн формирует союз с Доктором Думом, Эммой Фрост, Нэмором, Локи и Капюшоном, однако «союз» быстро разваливается, когда  выясняется что Фрост и Нэмор являются "двойными агентами", работающими на Циклопа, что сильно помогает Людям Икс в дальнейшем противостоянии с Тёмными Мстителями и Тёмными Людьми Икс.
Стремление Нормана Озборна удержать власть в своих руках ставит под угрозу жизни многих супергероев. Норман Озборн объявляет охоту на Тони Старка. Множественные удаления данных из мозга вызывают у Тони Старка повреждения головного мозга. Когда Норман Осборн догоняет ослабленного Тони Старка и жестоко бьёт его, Пеппер Поттс в прямом эфире передаёт побои по всему миру. Прямой эфир ослабляет доверие к Норману Озборну, а Тони Старку начинают сочувствовать. Он разрабатывает взрывное устройство и посылает его к Новым Мстителям, однако Люку Кейджу удаётся перехитрить Нормана Озборна, и вместо этого взрывается его собственный дом. Со временем Норман Озборн ставит перед собой цель осады Асгарда, выдавая своё вторжение за решение международного конфликта. Арес категорически запрещает Норману Озборну атаковать землю его асгардских братьев, но Норман Озборн обманывает его, заявив, что они первые подвергли угрозе человеческие жизни. Во время Осады Часовой, на которого Норман Озборн имеет сильное влияние, побеждает Тора, а затем и убивает Ареса, который узнал истинные мотивы Нормана Озборна и попытался убить его. Тем не менее всё проходит не так как это планировал Норман Озборн, поскольку в Асгард прибывают Мстители. Тони Старк дезактивирует броню Железного Патриота, а воскресший Стив Роджерс сражает самого Нормана Озборна. В нём вновь просыпается Зелёный гоблин. После того, как герои побеждают тёмную сущность Часового, под названием Мрак, они связывают Нормана Озборна, его Тёмных Мстителей и других преступников. Нормана Озборна помещают в тюрьму, где он сталкивается с Зелёным гоблином (в форме галлюцинации) и обвиняет его в том, что тот не дал ему шанса защищать мир в качестве Железного Патриота.
Будучи помещённым на секретную подводную тюрьму, Норман Озборн предпринимает меры для своего освобождения. Он использует группу последователей Зелёного гоблина, а также коррумпированных сенаторов.
В ожидании судебного приговора Норман Озборн был переведён в другую тюрьму, на этот раз под контролем членов его культа. Норман Озборн планирует вернуть броню Железного Патриота и воссоздать Тёмных Мстителей: Джун Ковингтон как Алая ведьма, Ай Апаик как Человек-Паук, Скаар как Халк, Барни Бартон как Соколиный глаз, Суперия как Мисс Марвел и Горгона как Росомахи. Они также воссоздают Рагнорёка как замену Тора.
Во время первого сражения команды с Новыми Мстителями Нормн Озборн демонтирует способности Супер-Адаптоида, провозглашает себя главой международной безопасности и приказывает Мстителям сдаться за совершённые ими преступления. Выясняется, что Скаар был двойным агентом. Он предаёт Нормана Озборна и Мстители побеждают его. В итоге Норман Озборн попадает в кому.
Когда Хобгоблин возвращается в Нью-Йорк выясняется, что Норман Озборн пропал из своего больничного номера.

### Король гоблинов
В какой-то момент он провёл хирургическую операцию на лицо и начал действовать под псевдонимом Мэйсон Бэнкс, чтобы построить новую империю для своего внука Норми Озборна. Когда дети, работающие на Стервятника, обсуждают, что им делать после того как Превосходный Человек-паук (Отто Октавиус в теле Питера Паркера) победил их босса, появляется Зелёный гоблин и говорит, что он и есть тот кто знает все секреты Человека-Паука и тот кто вскоре убьёт его. Позднее выясняется, что Зелёный гоблин собрал собственную армию в канализации, состоящую из: бывших членов банды Стервятника, некоторых членов Руки, мафиози Филина и приспешников третьего Белого Дракона. В то время как он готовит свою армию для нападения на Превосходного Человека-Паука, он берёт себе новый псевдоним, Король гоблинов. Со временем он берёт под контроль более половины преступного мира Нью-Йорка и нарекает себя королём преступного мира.
Он просит Угрозу доставить к нему нынешнего Хобгоблина Фила Уриха, которого недавно одолел Превосходный Человек-Паук. Он разрешает ему использовать свой образ, но лишь при условии, что он будет называть себя Рыцарем-гоблином. Затем он лично готовит Рыцаря-гоблина к противостоянию Превосходному Человеку-Пауку.
После похищения Карли Купер, Норман Озборн узнаёт, что в теле Человека-Паука находится сознание Отто Октавиуса. Впоследствии он использует на Карли формулу Гоблина, в результате чего она мутирует. Он требует от неё личность Человека-Паука, однако она отказывается говорить пока он сам не раскроется. Он уверяет её в том, что он настоящий Норман Озборн, однако отказывается снять маску. Затем он отправляет Купер и Угрозу на задание. В дальнейшем он убивает настоящего Хобгоблина, однако позднее выясняется, что это был дворецкий Родерика Кингсли, а сам Кингсли скрывается за границей.
Когда Отто Октавиус отвергает его предложение сотрудничать, Король гоблинов начинает свою масштабную атаку на Нью-Йорк. Угроза берёт в плен Анну-Марию Маркони, возлюбленную Отто Октавиуса, которую Зелёный гоблин использует в качестве заложницы. Его план терпит фиаско, поскольку он не рассчитывал на то, что Отто пожертвует собой и позволит настоящему Человеку-Пауку вернуть контроль над своим телом. После схватки со своим заклятым врагом он пытается сбежать, но тот разоблачает его и вводит противоядие от сыворотки Гоблина. Благодаря вмешательству Лиз Аллан Норману Озборну удаётся сбежать. Норман Озборн наконец избавляется от своего психического заболевания, вместе с тем потеряв и силы Зелёного гоблина. Он обещает вернуться уже с новым лицом и ввести в ход свой гениальный интеллект.

### All New, All Different Marvel
Позиция Нормана Озборна как Короля гоблинов переходит в руки Фила Уриха. Тем не менее, таинственный человек с перевязанным лицом поставляет оружие Зелёного гоблина по всему миру, чтобы атаковать «Parker Industries». Впоследствии выясняется, что этим человеком является Норман Озборн, который пережил нападение Карателя, но получил серьёзные ранения. Он по-прежнему жаждет отомстить Человеку-Пауку. Выясняется, что он был одним из организаторов государственного переворота в Симкарии. Также Норман Озборн восстановил свою изначальную внешность посредством пластической хирургии, однако по всему его лицу стали заметно выступать вены. Он планирует распространить модифицированную версию формулы Гоблина по всей стране, намереваясь превратить её жителей в своих подчинённых.
Тем не менее, несмотря на отравление Человека-Паука ядовитыми газами, временно нейтрализующими его способности, Норман Озборн вновь терпит поражение от своего заклятого врага, однако избегает пленения. Находясь в бегах, он решает восстановить свои суперспособности, приходя к выводу, что ему удавалось победить Человека-Паука только в моменты освобождения внутренних демонов.
На пути к осуществлению своего плана, Норман Озборн похищает Карнажа из заброшенной базы ЩИТа, но ему не удаётся подчинить симбиота, который захватывает контроль над его телом и разумом, намереваясь уничтожить мир, вопреки желанию Нормана Озборна править им. Тем не менее, новый владелец убеждает Карнажа не прибегать к бессмысленной резне. Он устраивает допрос пленённому Джеймсону, в попытках получить больше информации о Человеке-Пауке, а также убивает Фила Уриха, самопровозглашённого Короля гоблинов. В ходе допроса Джеймсон упоминает, что даже смерть любимой девушки не сломила Человека-паука, в результате чего Норман Озборн вспоминает, что под маской супергероя скрывается Питер Паркер. Во время нападения на «Дейли Бьюгл» в облике Зелёного гоблина, Норман Озборн предоставляет время сотрудникам на эвакуацию, вступая в противостояние с Питером, в ходе которого раскрывает свою связь с Карнажем, провозглашая себя Красным гоблином. Он предлагает Питеру Паркеру отказаться от роли Человека-Паука, обещая оставить его в покое, а в противном случае угрожая убить всех его близких. Питер Паркер просит своих друзей-супергероев Человека-факела, Клэша, Шёлк, Майлза Моралеса и Агента Анти-Венома защищать его близких, Норман Озборн одерживает верх над ними, из-за чего Человеку-Пауку приходится вступить с ним в бой, несмотря на повреждённую ногу. В ходе боя, Норман Озборн заражает симбиотом своего внука Норми Озборна, тем самым превращая того в мини-версию Красного гоблина.
Норми Озборн отправляется за тётей Мэй, но та получает неожиданную помощь в лице Превосходного Осьминога и Джея Джоны Джеймсона, использующего старый костюм Убийцы Пауков, однако обоих побеждает Норман Озборн. Вскоре Норман Озборн принуждает Лиз Аллан передать ему контроль над Алкемаксом в обмен на возвращение Норми Озборна. Гарри Озборн, верхом на глайдере, пытается помешать ему, но Норман Озборн успевает выбросить Лиз Аллан из окна. Человек-Паук ловит её, а Норми Озборн, вернув рассудок, восстаёт против деда. Озборн-старший признаётся, что также заразил родственников Питера Паркера симбиотами, которые в скором времени проникнут в их мозг и тем самым убьют. Тем не менее, Флэш Томпсон, который узнал тайну личности Питера Паркера, успел извлечь паразитов из тел Тёти Мэй и Мэри Джейн. Используя технологию Зелёного гоблина, расположенную под симбиотом, Норман Озборн наносит Флэшу Томсану смертельное ранение, и тот умирает на руках у Питера Паркера. Человек-Паук сражается с Красным гоблином на Таймс-сквер, где последний одерживает верх. Несмотря на это, Паркеру Паркеру удаётся перехитрить Нормна Озборна, утверждая, что вся слава достанется не ему, а Карнажу, и его носителю Клетусу Кэссиди. Оба противника решают сразиться без помощи симбиотов. В итоге, Человек-Паук побеждает своего заклятого врага, после чего Норман Озборн попадает в тюрьму. Там, он пребывает в полном убеждении, что он — Клетус Кэссиди, а Человек-Паук — Норман Озборн.

## Силы и способности
Норман Озборн превратился в Зелёного гоблина благодаря химическому раствору, разработанного на основе формулы Менделя Штрома. В результате этого Озборн получил сверхчеловеческую силу, скорость и выносливость.
В дополнение к этому сыворотка значительно повысила уровень интеллекта Нормана Озборна, что позволило ему разработать множество открытий в областях генетики, робототехники, инженерии, физики и прикладной химии. Тем не менее формула Гоблина свела Нормана Озборна с ума: он был одержим идентичностью Зелёного гоблина и видел множество иллюзий и галлюцинаций.

### Оружие Железного Патриота
Во время событий Dark Reign Норман Озборн создал личность Железного патриота, которая совмещала в себе образы Железного Человека и Капитана Америки. Таким образом он хотел закрепиться в глазах окружающих в качестве супергероя. Будучи Железным Патриотом он использовал одну из устаревших моделей брони Тони Старка, окрашенную в цвета американского флага, подобно костюму Капитана Америки. Броня дала Норману Озборну сверхчеловеческую силу, прочную защиту, способность летать. Помимо этого она была вооружена по последнему слову техники: взрывные ракеты дальнего действия, миниатюрные лазеры, а также радиосвязь со штабом, Белым домом, напрямую с президентом США и другими Тёмными Мстителями. Тем не менее эта броня сильно уступает современным костюмам Железного Человека. Ещё одним недостатком являлся тот факт, что Тони Старк имел пароль к каждому своему творению, отчего, во время Осады Асгарда он дезактивировал броню Железного Патриота.

### Силы Супер-Адаптоида
Во время заключения в тюрьме учёные АИМ превращают Нормана Озборна в Супер-Адаптоида, способного поглощать способности мутанта, мутировавшего человека, пришельца, андроида и любого другого разумного существа при контакте с ними. Он обладает значительной выносливостью и прочностью. Норману Озборну без труда удаётся поднять и отбросить от себя Люка Кейджа на значительное расстояние. Он также может левитировать. В воздушном бою ему удалось одолеть Вижена.
В течение своего появления он поглотил способности Люка Кейджа, Вижена, Красного Халка и Защитника. Предположительно, он поглотил способности второго состава Тёмных Мстителей. После поглощения способностей Красного Халка, тело Нормана Озборна вырастает до колоссальных размеров и приобретает фиолетовый окрасок. Вены утолщаются, а глаза начинают гореть ярким свечением. Он становится похож на Халка и, подобно ему, получает способность хлопком в ладоши создавать ударные волны. Прочность его тела позволила ему выдержать совместную атаку всех Мстителей. Когда Дейзи Джонсон взрывает его сердце, Норман Озборн в мгновенье исцеляется. Также он, подобно Вижену, может манипулировать плотностью своего тела.
Несмотря на это, Норман Озборн не контролирует свои способности. При прикосновении к сверх-существам он автоматически поглощает их способности, хочет он того или нет. Кроме того, его тело неспособно выдержать большого количества сил, о чём его предупредили учёные АИМа. Таким образом он случайно поглощает способности всех Мстителей и Новых Мстителей, когда те одновременно атакуют его. В результате он попадает в кому.

### Силы Красного гоблина
Получив контроль над симбиотом Карнажем, тем самым предотвратив проведение бессмысленной бойни, Норман Озборн использовал его, чтобы сформировать новый костюм в форме Красного гоблина, который походил на красную версию его снаряжения Зелёного гоблина за исключением пурпурно-зелёной одежды, дополненный хвостом и огненным дыханием. С помощью симбиота он мог создать собственный глайдер, а также так называемые бомбы Карнажа, которые, по сути, являлись тыквенными бомбами, способными говорить и кусать оппонента до активации. Помимо этого, он обладал всеми традиционным способностями Карнажа. Благодаря комбинации симбиота с новой формулой Гоблина, введённой в его систему, Норман Озборн был неуязвим к стандартным слабостям к огню и звуку симбиота, хотя прикосновение Анти-Венома по-прежнему было опасно для него. Также он был в состоянии заражать симбиотом других людей.

## Психические заболевания и другие недостатки

Нестабильная психика Нормана Озборна. Siege #3 (Март 2010).

Норман Озборн изображается как психически нездоровый человек. Он имеет ярко выраженное расстройство нарциссической личности, а также признаки шизофрении и мании величия. Ранее у него наблюдалось раздвоение личности: в то время как Зелёный гоблин хотел стать новым криминальным боссом Нью-Йорка, Норман Озборн оставался мрачным и жестоким бизнесменом, а также уделял мало внимания своему сыну. Он — садист, которого совершенно не волнуют жизни невинных людей. Он использует их как прикрытие в сражениях со своими врагами.
У Нормана было выявлено биполярное аффективное расстройство. Об этом говорилось в нескольких историях о Человеке-Пауке. Под надзором психиатра он принимает антидепрессанты и прочие лекарства, что приводит к резким переменам настроения. Вершиной его безумия является видение галлюцинаций. Иногда он слышит в голове голос своего альтер эго, Зелёного гоблина или видит его лицо в зеркале вместо своего собственного. Раннее высокомерие Нормана Озборна не давало ему пройти психиатрическое лечение и он отказывался признать, что болен. Позднее, в разговоре с Часовым он признался, что не сразу принял свою болезнь.
Сверхчеловеческий психолог Леонард Самсон сказал об Нормане Озборне: «В медицинской терминологии слова псих и психопат синонимы… и в случае с Норманом Озборном подходят оба. Я бы охарактеризовал его, как биполярного психа с ярко выраженной манией психопата величия и больной самовлюблённостью. По терминологии Лайма, этот смертельно опасный коктейль, который в беспорядочно хаотичном припадке ярости может сделать его самым опасным человеком на планете».
Веря в собственное превосходство, Норман редко допускает, что он когда-то совершал ошибки, как правило, обвиняя в своих промахах других людей. Он считает себя хорошим отцом, думая, что он всю жизнь обеспечивал Гарри подарками и водил его по интересным местам, а также интересовался его успехами. Став Зелёным гоблином, он начинает ещё более презрительно относиться к людям, считая их вредителями. Узнав тайну личности Человека-Паука в первый раз, Норман Озборн убеждал себя, что ни одна из побед супергероя не является заслуженной, потому как ему либо помогали другие супергерои, такие как Человек-факел, либо он побеждал лишь его подчинённых, а самому Зелёному гоблину удавалось скрыться. Он упустил возможность возглавить оригинальный состав Зловещей шестёрки, потому как расценивал это за признание, что он нуждается в помощи других суперзлодеев, чтобы одолеть Человека-Паука. Несмотря на это, он позже собрал Зловещую дюжину. Будучи директором Громовержцев, он продолжает быть озабоченным Человеком-Пауком. Своей первой целью Норман Озборн выбирает захват именно этого супергероя. В разговоре со своей помощницей об Алом Пауке Озборну мерещится имя Человека-Паука, после чего он принимает антидепрессанты. Когда Норман Озборн читает досье на незарегистрированного супергероя Стального Паука, он истерично вспоминает про Человека-Паука и его пробивает смех. В разговоре с командой он также ошибочно называет Стального Паука Человеком-Пауком. Когда он сталкивается с Молекулярным Человеком, тот погружает Нормана Озборна в иллюзию, где тот видит себя Человеком-Пауком. Во время его пребывания во главе М. О.Л. О.Т.а он был спровоцирован своей стороной Зелёного гоблина вести атаку на Асгард. Зелёный гоблин убеждал его, что асгардцы угрожают его власти. Также было выявлено, что Локи во многом повлиял на решение Нормана Озборна напасть на Асгард.
Было также показано, что личность Зелёного гоблина доминирует над персоной Нормана Озборна. Несмотря на это, Норман Озборн продолжает оставаться садистом. Будучи директором Тёмных Мстителей он позволил маниакальному Меченому быть частью его команды, а также убивать невинных людей, лишь бы тот исполнял его приказы. Он отправил своих офицеров сбивать гражданский самолёт, чтобы проверить, сможет ли его враг Пеппер Поттс спасти людей с её доспехами. Он даёт интервью в СМИ, где признаётся в своих грехах, тем самым пытаясь заслужить внимание общественности. Для того, чтобы Часовой высвободил всю свою силу через Мрака, Норман Озборн приказывает Меченому убить его жену. В течение всей сюжетной дуги Dark Avengers Норман пытается перебороть личность Зелёного гоблина, однако во время осады Асгарда, после поражения в битве с Капитаном Америкой и Железным Человеком, Зелёный гоблин берёт верх над ним.

## Альтернативные версии
Существование параллельных реальностей в Marvel Comics позволило сценаристом создать различные воплощения Нормана Озборна, каждое из которых отличалось историей происхождения и личностью персонажа. В сеттинге Marvel 2099 Гоблин — мошенник, который стремится доказать, что Человек-паук (Мигель О’Хара) получает зарплату от мегакорпорации Алхимакс. Он использует глайдероподобные крылья, что делает его походим на летучую мышь, а также полагается на набор гаджетов как и его классический аналог. Ко всему прочему, данная версия обладает способностью создавать иллюзии. На Earth X, Предприятия Озборна полностью захватили Соединённые Штаты. Горожане работали на его предприятиях, совершали покупки в его магазинах и ели изготовленную им еду. Также Норман был частично повинен в смерти Мстителей, которых он отправил на битву со сверхразумным Поглотителем. Во вселенной Marvel Noir Озборн представлен как бывший цирковой фрик, подвергавшийся людским насмешкам из-за своего кожного расстройства, делающего его похожим на рептилию. Это повлияло на его жажду «уважения», благодаря которой он в конечном итоге стал главным криминальным авторитетом Нью-Йорка. Норман Озборн из вселенной Ultimate Marvel был преуспевающим промышленником и талантливым учёным, который пытался усовершенствовать сыворотку Супер Солдата по заказу Щ.И.Т.а, что привело к его одержимости данным проектом и пренебрежению к жене и сыну.

### 1602
В реальности Marvel 1602 Норман Озборн выступает в качестве главного антагониста, намеревающегося отыскать «Источник», охраняемый жителями острова Роанок, и использовать его, чтобы получить безграничную власть. Для достижения своей цели, Норман Озборн заключает союз с королём Англии Яковом I и несколько раз пытается развязать конфликт между американскими колонистами и туземцами. В конечном счёте, Норман Озборн был захвачен в колодки, после заключения мира между американцами и туземцами, в то время как англичане были вынуждены покинуть Америку.
В Spider-Man: 1602 Норман Озборн был освобождён из колодок и занял должность начальника порта Роанок. Когда Питер Паркуа и Вирджиния Дэйр нашли доказательства о его очередных кознях против туземцев, он убил Вирджинию и обнародовал личность секретную личность Питера Паркуа как Человека Паука. Он был приговорён к смертной казни, однако, поскольку вторая поправка к конституции запретила смертную казнь, было решено судить его в Англии, где практиковалось это наказание. Когда Мейфлауэр подвергся нападению со стороны пирата Уилсона Фиска, клетка Нормана Озборна была поражена пушечным ядром. Из-за полученной раны, его приговор отменили, так как он умер бы до прибытия в суд. Он обратился к естествоиспытателю Анри ле Пиму с просьбой вылечить его, в обмен на предоставление образцов крови Питера Паркуа для его экспериментов.
Попытки ле Пима вылечить его привели к превращению Нормана Озборна в зелено-коже крылатое существо. Во время своей последней битвы с Паркуа он был убит первым помощником Фиска, Меченым, также охотившимся на Паркуа.

### Age of Apocalypse
В реальности Age of Apocalypse, Норман Озборн, известный как Красный, является террористом-предателем человеческой расы, членом Мародёров Апокалипсиса вместе с Дирижаблем, Филином и Аркадой. Красный, вместе с остальными Мародёрами, в конечном итоге был убит Клинтом Бартоном и Гвен Стейси.

### Ultimate Marvel
Во вселенной Ultimate Marvel Норман Озборн представлен как коррумпированный промышленник и учёный, который пытался воссоздать сыворотку Суперсолдата для Щ.И.Т.а. Будучи одержимым этой навязчивой идеей, он пренебрегал обществом своей жены Мартой Озборн и сыном Гарри Озборном. Когда паук с инъекцией ОЗ укусил Питера Паркера во время школьной экскурсии и тот обрёл удивительные способности, Норман пришёл к выводу, что если ОЗ в сочетании с паучьей ДНК стали причиной паучьих способностей Паркера, то ОЗ в сочетании с собственной ДНК Озборна превратит его в усиленную версию самого себя. Тем не менее, эксперимент проходит не по плану, и он превращается в мускулистого, гротескного напоминающего гоблина монстра, обретая сверхчеловеческую силу, рефлексы, выносливость, скоростью и прочность, а также способность прыгать на большие расстояния. Ко всему прочему, он становится пирокинетиком.

## Культурное влияние и наследие

### Критика

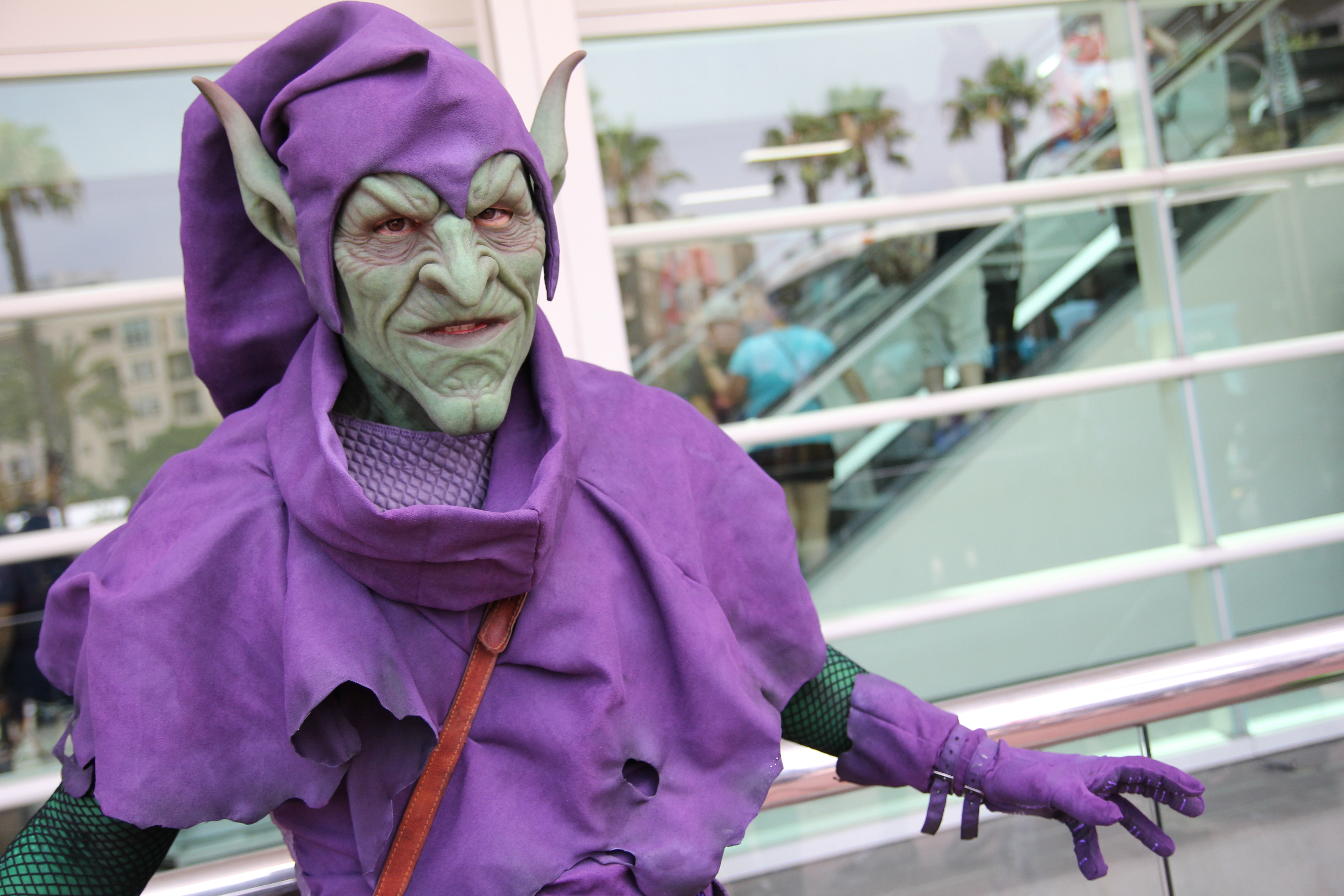
Косплей Зелёного гоблина

Журналист и историк Майк Конрой описал персонажа следующим образом: «Из всех костюмированных злодеев, которые противостояли Человеку-Пауку за эти годы, наиболее неуравновешенным и ужасающим является Зелёный гоблин».
IGN поместил Нормана Озборна на 13-е место в списке «100 величайших злодеев комиксов», где он был седьмым суперзлодеем Marvel Comics по счёту. Во внимание были взяты сюжеты The Night Gwen Stacy Died и Dark Reign, в качестве самых ключевых событий в жизни персонажа. В то время когда публиковалась последняя сюжетная линия, IGN высоко оценил его изображение в Dark Reign, отметив, что некогда он был великим злодеем Зелёным гоблином, а в настоящее время смог взять под контроль Щ.И.Т. и Мстителей самостоятельно, вне амплуа Гоблина. В 2014 году IGN поместил Нормана Озборна на 13-е место в списке «25 суперзлодеев Marvel», заявив, что «ни один из суперзлодеев, с которыми сражался Питер Паркер, не повлиял на его жизнь, как Зелёный гоблин». В списке «100 лучших злодеев» 2016 года IGN поставил его на 24-е место, где Озборн был третьим злодеем Marvel после Магнето и Доктора Дума и пятым злодеем комиксов после Джокера и Лекса Лютора. Также IGN назвал его вторым величайшим врагом Человека-Паука, после Доктора Осьминога в 2014 году. Его конфронтация с Человеком-Пауком была помещена на 2-е место в списке величайших противостояний в комиксах.
Журнал Wizard также оценил альтер эго Нормана Озборна Зелёного гоблина как 19-го величайшего злодея всех времён, когда как Галактус, Магнето и Доктор Дум были единственными персонажами Marvel Comics, кто располагался выше в списке. Также он поместил его на 28-е место в списке «лучших персонажей комиксов», где он выступил пятым по величине суперзлодеем, после Доктора Дума, Магнето, Джокера и Лютора. В 2017 Newsarama назвал Зелёного гоблина вторым величайшим врагом Человека-Паука всех времён в 2017 году после Доктора Осьминога. CollegeHumor поставил Нормана Озборна на 14-е место в списке «величайших злодеев комиксов всех времён». Complex оценил его как 7-го в списке «100 лучших злодеях комиксов всех времён». WhatCulture назвал его 17-м величайшим злодеем комиксов всех времён. Screen Rant назвал его 2-м величайшим врагом Человека-Паука всех времён. Comicbook.com поместил персонажа на 3-е место в списке «лучших злодее Человека-Паука». GamesRadar поместил его на 3-е место в списке «50 величайших врагов Человека-паука». ComicsAlliance назвал его величайшим врагом Человека-Паука.
В 2007 году журнал «Forbes» поставил компанию Нормана Озборна — Oscorp — на 23-е место в списке богатейших вымышленных компаний, оценив её в 3,1 миллиарда долларов.

### Вне комиксов
Норман Озборн появился в комиксах, мультфильмах, фильмах, видеоиграх, раскрасках, романах, рекордах и детских книгах. На телевидении он дебютировал в мультсериале от ABC «Человек-паук» (1967—1970), а затем в других анимационных сериалах, включая «Человек-паук» (1981—1982), «Человек-паук и его удивительные друзья» (1981—1983), «Человек-паук» (1994—1998), «Непобедимый Человек-паук» (1999—2000), «Новый Человек-паук» (2003), «Новые приключения Человека-паука» (2008—2009), «Совершенный Человек-паук» (2012—2017), "Мстители: Дисковые войны
" (2014—2015) и «Человек-паук» (2017—2020). Также Озборн появится в предстоящем мультсериале «Ваш дружелюбный сосед Человек-паук» (2024), являющимся частью медиафраншизы «Кинематографическая вселенная Marvel» (КВМ).
Также Норман Озборн появился в других печатных изданиях, помимо комиксов, включая романы, детские книги и ежедневную комикс-газету «The Amazing Spider-Man», первый номер которой был опубликован в январе 1977 года, в то время как самые ранние статьи были написаны самими Стэном Ли и Джоном Ромитой-старшим. Кроме того, Норман Озборн появился в других средствах массовой информации, включая игры, игрушки, коллекционные карточки, и прочие памятные вещи, а также многочисленные компьютерные и видеоигры более чем на 15 игровых платформах.
В кинотрилогии Сэма Рэйми роль Нормана Озборна исполнил Уиллем Дефо. Он выступил главным антагонистом фильма «Человек-паук» (2002), а затем появился в качестве камео в фильмах «Человек-паук 2» (2004) и «Человек-паук 3: Враг в отражении» (2007), в виде галлюцинации Гарри Озборна. После успеха экранизации Марка Уэбба «Новый Человек-паук» (2012), в которой было много отсылок на Нормана, персонаж появился в сиквеле картины, «Новый Человек-паук: Высокое напряжение» (2014), где его роль исполнил Крис Купер. Дефо вернулся к роли персонажа в фильме «Человек-паук: Нет пути домой» (2021) в рамках КВМ.
Кроме того, Норман Озборн выступил главным антагонистом бродвейского мюзикла «Spider-Man: Turn Off the Dark», предварительный показ которого состоялся 14 ноября 2010 года в театре «Фоксвудс», в то время как официальная премьера была назначена на 14 июня 2011 года. Музыка и песни были написаны Боно и Эдж из рок-группы U2, а сценарий — Джули Теймор, Гленом Бёргером, Робертом Агирре-Сакасой. «Spider-Man: Turn Off the Dark» стал самым дорогим мюзиклом в истории Бродвея, с бюджетом более $70 млн. Также персонаж появился в «Marvel Universe Live!».